# N220 (België)
De N220 is een gewestweg in de gemeente Anderlecht in het Brussels Hoofdstedelijk Gewest in België.
De weg ontsluit de R0. De weg bestaat uit twee delen, die samen ongeveer 2 kilometer lang zijn. Het noordelijke gedeelte van de weg welke aan de oostkant van de R0 ligt is voor een klein gedeelte ingericht als eenrichtingsverkeersweg. 

## Geschiedenis
Op 6 mei 1999 werd een gedeelte van de weg overgedragen van het Brussels Hoofdstedelijk Gewest aan de gemeente.

## Aftakkingen

### N220a
De N220a is de westelijke weg naast de R0 tussen de N219 en de Neerpedestraat in Anderlecht. De route heeft een lengte van ongeveer 1,1 kilometer.

### N220b
De N220b vormt een verbindingsweg tussen het zuidelijke gedeelte van de N220 en de B201. De weg heeft een lengte van ongeveer 450 meter.

## Bron
- N220